# 村田晴郎
村田 晴郎（むらた はるお、1970年7月28日 - ）は、CSRコーポレーション→ZAI OFFICE→フリーランス(2018年4月1日より)の声優、ナレーター、実況アナウンサー、マシンソムリエ。プロレス実況、インディカー・シリーズのモータースポーツ実況等幅広い分野をSKY PerfecTV!等のCS放送を中心に行っている。

## 人物・概要
大阪府出生。1歳の時に東京都へ引っ越している。関西弁の仕事が来ないようにするため、公式プロフィールは東京都出身としている。

## プロレス
本来はナレーターであったが、CS中継でのアナウンサー不足から、プロレスが好きな声の仕事をしている人ということで実況担当に抜擢。以降はアナウンサーとして紹介されることのほうが多い。主に全日本プロレス、DDTプロレスリング(DDTドラマティックファンタジア)、みちのくプロレス 、ワールドプロレスリング等を担当。
特にDDTプロレスリング(DDTドラマティックファンタジア)、マッスル中継、みちのくプロレスの「宇宙大戦争」における解説の鈴木健とは、二人でDDT主催のキャンプ場プロレスという大会で山の中を歩き回りながら実況・解説をしたばかりか、往復の観戦バスツアーに同行し参加したファンへのサービスとして風景やバスの運転手のハンドルさばきを実況。また、同じく2人のマッスルにおける現場実況（会場で実況解説のやり取りの音声を流し観客にも聞かせる）を聞いた映画監督の松江哲明が自身の手がけるデトロイトメタルシティのドキュメントDVDに起用。マッスルのテイストでメイキングを実況解説しドキュメントに仕上げるという試みを成功させた。村田本人いわく「どんなジャンルでも実況として成立させることができる自信があります」と言っており、相棒の鈴木健記者は自身のコラムでそれを「実況芸」と称し村田をリスペクトしている。
自他共に認めるスーパー・ストロング・マシンの大ファンであり、プロレス業界で長く仕事をしながら、あこがれの念が強いあまりいまだに会話をしたことがない。鈴木健が「サスケソムリエ」と言われているのにならい「マシンソムリエ」を名乗っている。
村田自身も2008年10月6日に新木場1stRINGにて行われた｢マッスル坂井自主興行｣という大会でプロレスラーデビューを果たし、同日引退している。その後、2009年11月29日、後楽園ホールにて行われたバトルロイヤルで復帰を果たす。リング内で実況しながら闘い高木三四郎をオーバー・ザ・トップロープで失格させ最後の2人にまで残った。
2010年1月より鈴木健とのコンビでウェブラジオ「DX-R」を開始。現在、隔週金曜日夜に更新されているほか、同じく鈴木健と定期的に新宿ロフトプラスワンにて「神実況ドラマティック・ドリーム・トークライヴ」を開催。2010年2月の同イベントにて透明人間同士のプロレス対決（アーノルド・スケスケジャネーカー対透明中国人・身捨朗）にその場で実況・解説をつけて、プロレスの試合として成立させた。
2014年からは新日本プロレス（ワールドプロレスリング）を担当することも増え、背広姿で実況席に座っている。さらに2016年からは新日プロと同じくブシロードが運営するキックボクシングイベント「KNOCK OUT」の実況も務めている。
2022年4月より、アメリカ合衆国のプロレス団体AEWの番組4シリーズが、新日本プロレスワールドにて配信されることに伴い、海外のプロレス団体の実況も務めるようになった。ダイナマイト・ランペイジ・Battle Of The Belts・Collisionの4シリーズの日本語実況版配信を初回から務めており、同年4月15日のランペイジからは、エル・デスペラードと解説を務めるようになり、4月16日のBattle Of The Beltsからはワールド解説の元井美貴も加わり、4月29日のランペイジと5月4日のダイナマイトと8月6日のBattle Of The Belts以降から、元井とデスペラードを含めた3人体制での日本語実況を務めるようになった。

## インディカー・シリーズ
2005年5月29日インディアナ州スピードウェイで行われたインディカー・シリーズ「インディ500」の生放送からこれまで実況を担当していた同事務所の安斉勉から村田に変更になった。以降、メインの実況（番組ではコメンタリーと表記する）を村田が担当している。
しばしば、尊敬の念を込めてA.J.フォイトのことを「おじいちゃん」「御大」、その孫のA.J.フォイト4世のことを「おまごさん」と呼んだ。
2017年の「インディ500」において佐藤琢磨が初優勝した際も実況を担当した。

## ガンプラ
ガンプラ好きであり、腕前もかなりのもので、SKY PerfecTV ch.301 FIGHTING TV SAMURAIの番組インディーのお仕事の特別企画で行われたプロレス関係者のみが参加できる第一回“俺のプラモは日本一”選手権(通称俺プラ選手権)では栄光の第一回大賞を獲得した。

また、この時のストーンコールドカラーをきっかけに高木三四郎とストーンコールドやガンダムの話題で盛り上がり、のちにDDTの実況を受け持つきっかけとなった。
→村田作成ガンプラ "ストーンコールド専用 旧ザク"